# Richard J. Evans
Sir Richard John Evans (Woodford Green, 29 settembre 1947) è uno storico inglese dell'Europa del XIX e XX secolo con particolare focus sulla Germania. È autore di 18 libri, tra cui la sua trilogia in tre volumi The Third Reich (2003–2008). Evans è stato docente di storia presso l'Università di Cambridge dal 2008 fino al suo pensionamento nel 2014, e Presidente del Wolfson College di Cambridge dal 2010 al 2017. È stato Rettore del Gresham College di Londra dal 2014 e nominato Knight Bachelor per i servizi resi al Birthday Honors del 2012.

## Biografia
Evans è nato nel 1947 a Woodford, Essex, da genitori gallesi e ha studiato alla Forest School, al Jesus College, Oxford (MA) e al St Antony's College, Oxford (DPhil). In un'intervista del 2004, ha affermato che le frequenti visite in Galles durante la sua infanzia hanno ispirato sia un interesse per la storia che un senso di "alterità". Ha detto che una delle ragioni per cui è stato attratto dallo studio della storia tedesca moderna alla fine degli anni '60 è stata la sua identificazione dei parallelismi tra la guerra del Vietnam e l'imperialismo tedesco. Ammirava il lavoro di Fritz Fischer, a cui attribuisce il merito di averlo ispirato a studiare la storia tedesca moderna.

### Storico della Germania
All'inizio degli anni '70, Evans si recò in Germania per ricerche sulla sua tesi, uno studio sul movimento femminista in Germania nella prima metà del XX secolo. Successivamente il lavoro fu pubblicato come The Feminist Movement in Germany, 1894-1933 nel 1976. Evans seguì il suo studio sul femminismo tedesco con un altro libro, The Feminists (1977), che ripercorreva la storia del movimento femminista in Nord America, Australia, Asia ed Europa dal 1840 al 1920. Un tema comune di entrambi i libri era la debolezza della cultura della classe media tedesca e la sua suscettibilità al fascino del nazionalismo. Evans sosteneva che sia il liberalismo che il femminismo fallirono in Germania per questi motivi, nonostante fiorissero altrove nel mondo occidentale.
L'interesse principale di Evans è la storia sociale, ed è molto influenzato dalla scuola degli Annales.  È ampiamente d'accordo con Fischer sul fatto che lo sviluppo sociale tedesco del XIX secolo abbia spianato la strada all'ascesa del Terzo Reich, ma Evans sottolinea anche che molte altre possibilità sarebbero potute accadere. Per Evans, i valori della classe media tedesca del XIX secolo contenevano i semi già germinanti del nazionalsocialismo.
Evans ha studiato con Fischer ad Amburgo nel 1970 e nel 1971, ma è arrivato a non essere d'accordo con la "Scuola di Bielefeld" degli storici, che ha sostenuto la tesi Sonderweg che ha visto le radici dello sviluppo politico della Germania nella prima metà del 20º secolo in un " fallimento borghese rivoluzionario" nel 1848. Seguendo una tendenza contemporanea che si opponeva alla precedente teoria della storia del "grande uomo", Evans era un membro di un gruppo di giovani storici britannici che negli anni '70 cercarono di esaminare la storia tedesca durante l'Impero tedesco "dal basso".  Questi studiosi hanno evidenziato "l'importanza delle radici della politica e della vita quotidiana e dell'esperienza della gente comune". Ha detto :"La storia riguarda le persone e le loro relazioni. Riguarda la domanda perenne di 'quanto libero arbitrio hanno le persone nel costruire la propria vita e creare un futuro".  Afferma di aver sostenuto la creazione di una "nuova scuola di storia popolare", che è stata il risultato di una tendenza che "ha avuto luogo in tutta una serie di argomenti storici, opinioni politiche e approcci metodologici e si è espressa in tanti modi diversi".
Nel 1978, come curatore di una raccolta di saggi di giovani storici britannici intitolata Society And Politics in Wilhelmine Germany, lanciò una critica all'approccio "top-down" della scuola di Bielefeld associata a Hans-Ulrich Wehler e Jürgen Kocka riguardo alla Germania guglielmina. Con gli storici Geoff Eley e David Blackbourn, Evans ha invece sottolineato l'"automobilitazione dal basso" di gruppi sociopolitici chiave, nonché la modernità del nazionalsocialismo. Negli anni '80, Evans ha organizzato dieci seminari internazionali sulla storia sociale tedesca moderna presso l'Università dell'East Anglia che ha fatto molto per aprire la strada alla ricerca in questo nuovo campo storico e, in sei raccolte di articoli, presentarlo a un pubblico anglofono. 

## Opere
- The Feminist Movement in Germany, 1894–1933, London, Sage Publications, 1976.
- German Women and the Triumph of Hitler, The Journal of Modern History, Vol. 48, No. 1, marzo 1976.
- The Feminists: Women's Emancipation Movements in Europe, America and Australasia, 1840–1920, Londra, C. Helm, 1977.
- Society And Politics in Wilhelmine Germany, London, Croom Helm, 1980, 1978.
- The German Family: Essays on the Social History of The Family in Nineteenth and Twentieth-Century Germany, London, C. Helm, Totowa, N. J, Barnes & Noble Books, 1981.
- The German Working Class, 1888–1933: The Politics of Everyday Life, London, Croom Helm; Totowa, N. J, Barnes & Noble, 1982.
- (insieme a W.R.Lee) The German Peasantry: Conflict And Community in Rural Society from the Eighteenth to the Twentieth Centuries, London, Croom Helm, 1986.
- The German Unemployed: Experiences And Consequences of Mass Unemployment From The Weimar Republic to the Third Reich, Londra, C. Helm, 1987
- Rethinking German History: Nineteenth-Century Germany and the Origins of the Third Reich, London, Allen and Unwin, 1987.
- Comrades And Sisters: Feminism, Socialism, And Pacifism in Europe, 1870–1945, Brighton, Sussex, Wheatsheaf Books; New York: St. Martin's Press, 1987.
- Death in Hamburg: Society And Politics in the Cholera Years, 1830–1910, Oxford, Clarendon Press, 1987.
- The German Underworld: Deviants And Outcasts in German history, London, Routledge, 1988.
- In Hitler's Shadow: West German Historians and the Attempt To Escape From The Nazi Past, Londra. I. B. Tauris, 1989 ISBN 1-85043-146-9.
- Proletarians And Politics: Socialism, Protest, And The Working Class in Germany Before The First World War, New York, Harvester Wheatsheaf, 1990.
- The German Bourgeoisie: Essays on the Social History of the German Middle Class From The Late Eighteenth to the Early Twentieth Century, London, Routledge, 1991.
- Rituals of Retribution: Capital Punishment in Germany 1600–1987, London, Oxford University Press, 1996.
- Rereading German History: From Unification To Reunification, 1800–1996, London-New York, Routledge, 1997.
- Tales From The German Underworld: Crime And Punishment in the Nineteenth Century, New Haven [Conn.]-London, Yale University Press, 1998.
- In difesa della storia (In Defence of History, 1997), traduzione di M. Premoli, Collana La nuova diagonale, Palermo, Sellerio, 2001, ISBN 978-88-389-1673-1.
- Negare le atrocità di Hitler. Processare Irving e i negazionisti (Lying About Hitler: History, Holocaust, And The David Irving Trial, 2001), traduzione di P. Salerno, Collana Inchieste e proposte, Sapere 2000, 2003, ISBN 9788876731976.
- La nascita del Terzo Reich (The Coming of the Third Reich, 2003), traduzione di V. Pecchiar, Collezione Le Scie, Milano, Mondadori, 2005, ISBN 978-88-045-2671-1.
- Il Terzo Reich al potere, 1933-1939 (The Third Reich in Power, 1933–1939, 2005), traduzione di A. Catania, Collezione Le Scie, Milano, Mondadori, 2010, ISBN 978-88-045-1042-0.
- Il Terzo Reich in guerra. Come il nazismo ha portato la Germania dal trionfo al disastro (The Third Reich at War: How the Nazis Led Germany from Conquest to Disaster, 2008), traduzione di A. Catania, Collezione Le Scie, Milano, Mondadori, 2014, ISBN 978-88-046-3836-0.
- Cosmopolitan Islanders: British Historians and The European Continent, Cambridge University Press, 2009.
- Altered Pasts: Counterfactuals in History, Brandeis University Press, 2013.
- The Third Reich in History and Memory, Little, Brown, 2015.
- Alla conquista del potere. Europa 1815-1914 (The Pursuit of Power: Europe 1815–1914, 2016), traduzione di D. Scaffei, Collana Cultura Storica, Roma-Bari, Laterza, 2020, ISBN 978-88-581-2808-4.
- Eric Hobsbawm: A Life in History, Little, Brown, 2019.
- Hitler e le teorie del complotto. Le cospirazioni nella storia del Terzo Reich (The Hitler Conspiracies. The Third Reich and the Paranoid Imagination, 2020), traduzione di L. Serra, Collezione Le Scie, Milano, Mondadori, 2022, ISBN 978-88-047-4395-8.
- Hitler's People: The Faces of the Third Reich, London: Allen Lane, 2024, ISBN 978-02-414-7150-0.